# Bendern

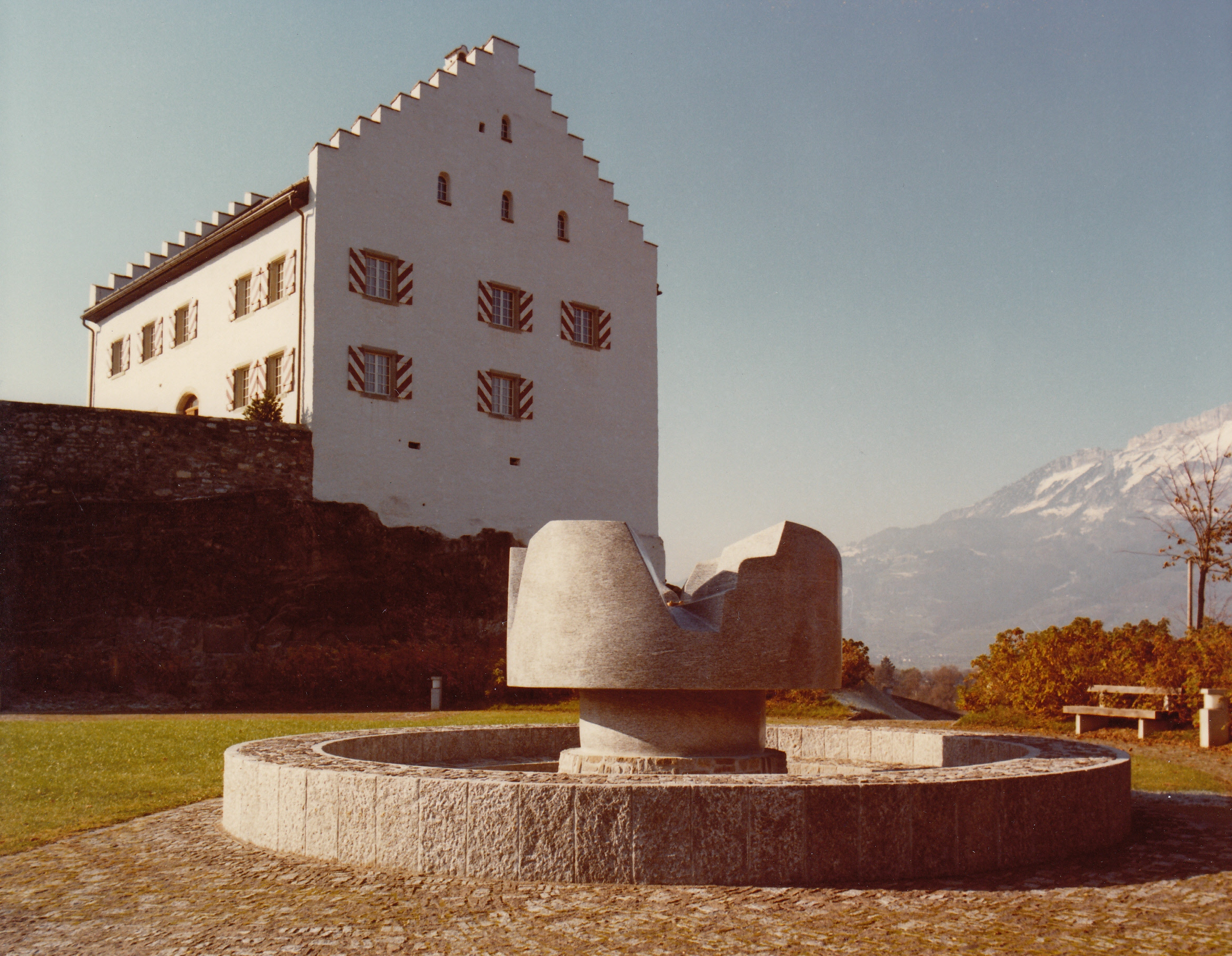
Brunnen am Schwurplatz Bendern

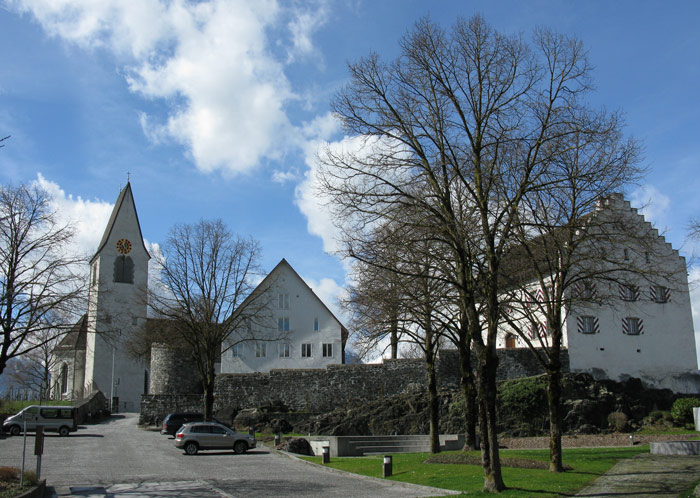
Der Kirchhügel von Bendern mit Kirche, altem Pfarrhaus (um 1600) und Statthalterei (um 1539)

Der Weiler Bendern liegt am südwestlichen Ausläufer des Eschnerberges. Zusammen mit dem Ort Gamprin bildet er die politische Gemeinde Gamprin, die drittkleinste des Landes Liechtenstein. Die Gesamtfläche von Gamprin beträgt 6,19 km². Im Jahr 2015 hatte die Gemeinde 1664 Einwohner (Stand 30. Juni 2015).

## Geschichte
Der Kirchhügel von Bendern ist ein für die Geschichte des Landes wichtiger Ort. Auf dem Kirchhügel schworen am 16. März 1699 die Männer aus dem Liechtensteiner Unterland erstmals dem Fürsten von Liechtenstein die Treue. Über Jahre hinweg haben hier wichtige Ausgrabungen stattgefunden, die seit Ende 2016 auch publiziert vorliegen. Die Geschichte der Kirche kann dabei bis in karolingisch-ottonische und römische Zeit zurückverfolgt werden. Ältere Siedlungsspuren in Form von Keramik reichen bis in prähistorische Zeit zurück. Vom Mittelalter bis in die Neuzeit wurde der Kirchhügel auf der Nordseite immer wieder aufgeschüttet, um Gartenflächen zu gewinnen. Die in diesen Aufschüttungen enthaltenen Funde stellen den grössten liechtensteinischen Fundkomplex der Neuzeit dar. Das Fundmaterial hat auch herausragende Bedeutung für die umliegenden Kantone der Schweiz, das Bundesland Vorarlberg und die Archäologie in Bayern und Baden-Württemberg.
Im Jahr 1932 wurde der englische Adlige Maurice Arnold de Forest vom liechtensteinischen Fürsten Franz I. zum Grafen von Bendern erhoben und zum diplomatischen Berater des Fürstentums ernannt.
Die Industrialisierung Liechtensteins hat auch in Gamprin und Bendern Einzug gehalten. Im früher eher bäuerlichen Dorf sind heute über 100 Unternehmen verschiedener Branchen mit insgesamt etwa 1800 Arbeitsplätzen tätig. Der Ort ist überdies Heimstätte des Forschungsinstituts Liechtenstein-Institut (LI) für auf Liechtenstein bezogene Forschung und war bis 2017 Sitz der Internationalen Akademie für Philosophie (IAP).
Aus der Pfarrkirche Mariä Himmelfahrt stammt das frühbarocke Benderer Fastentuch, das heute im Liechtensteinischen Landesmuseum ausgestellt ist. Die Kirche besitzt eine Kopie.

## Bilder

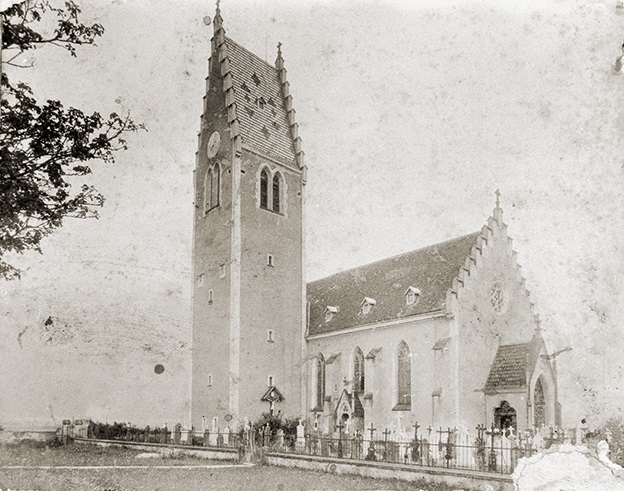
Pfarrkirche um 1900
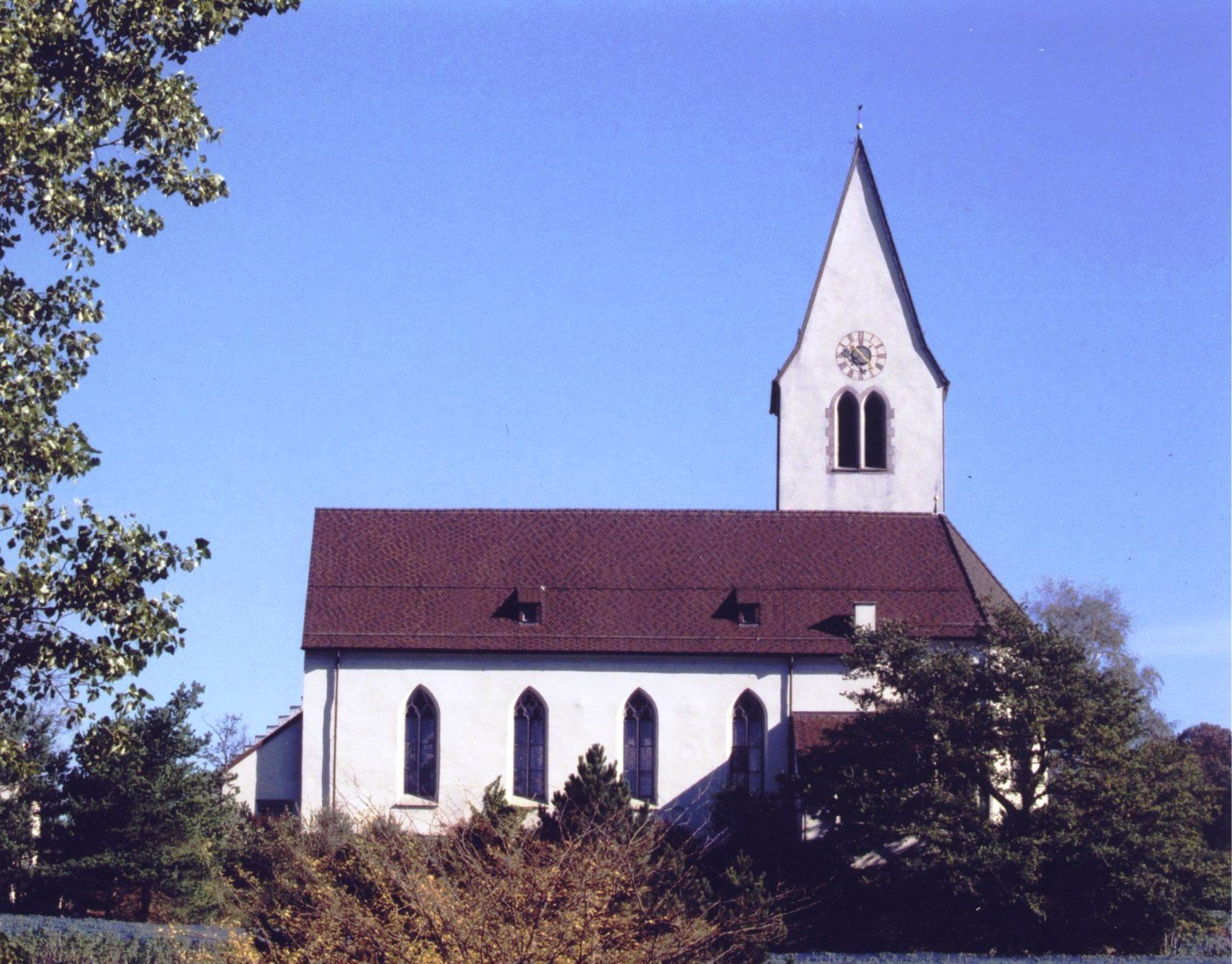
Pfarrkirche seit 1970
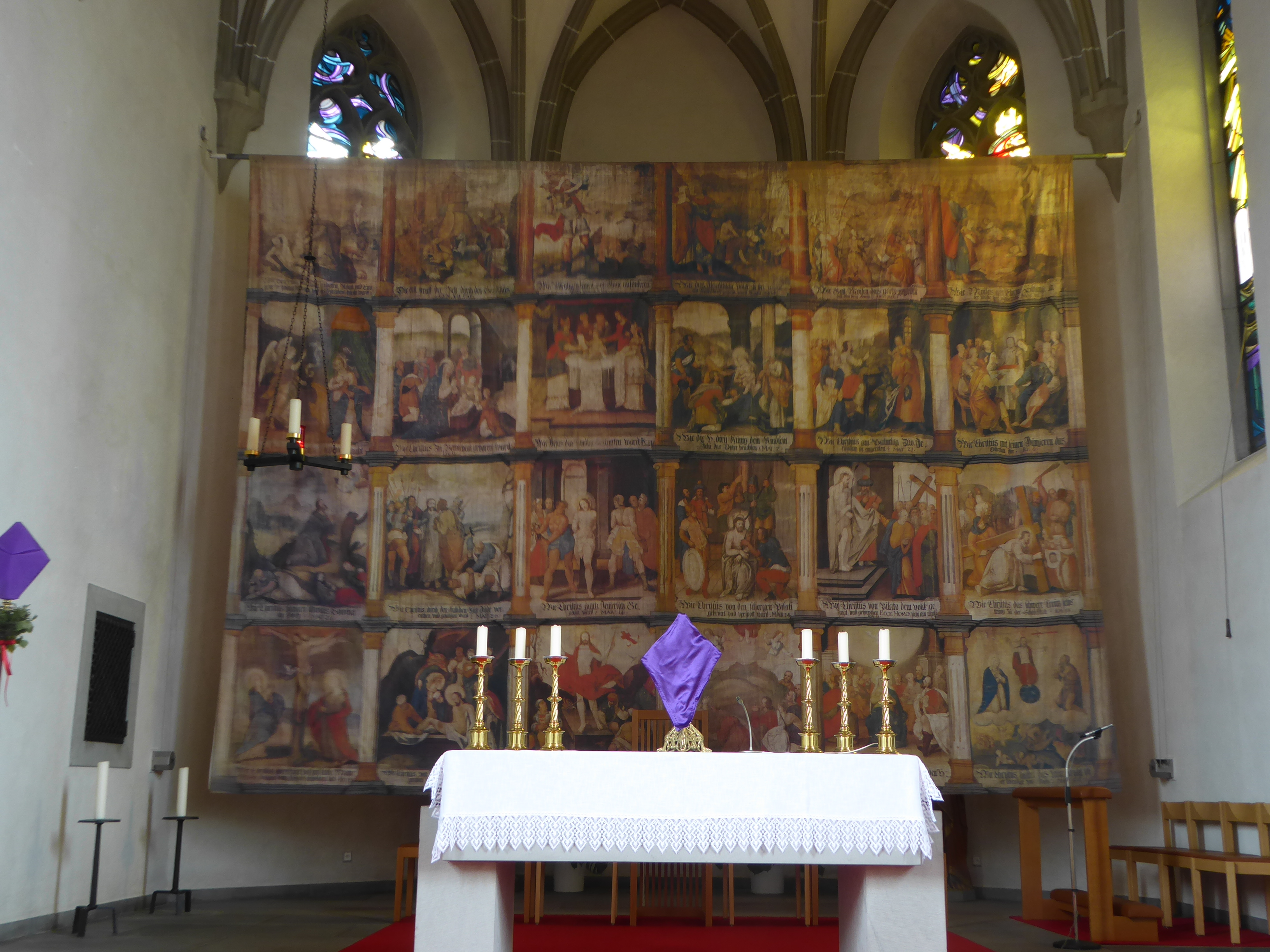
Kopie des Fastentuchs in der Pfarrkirche
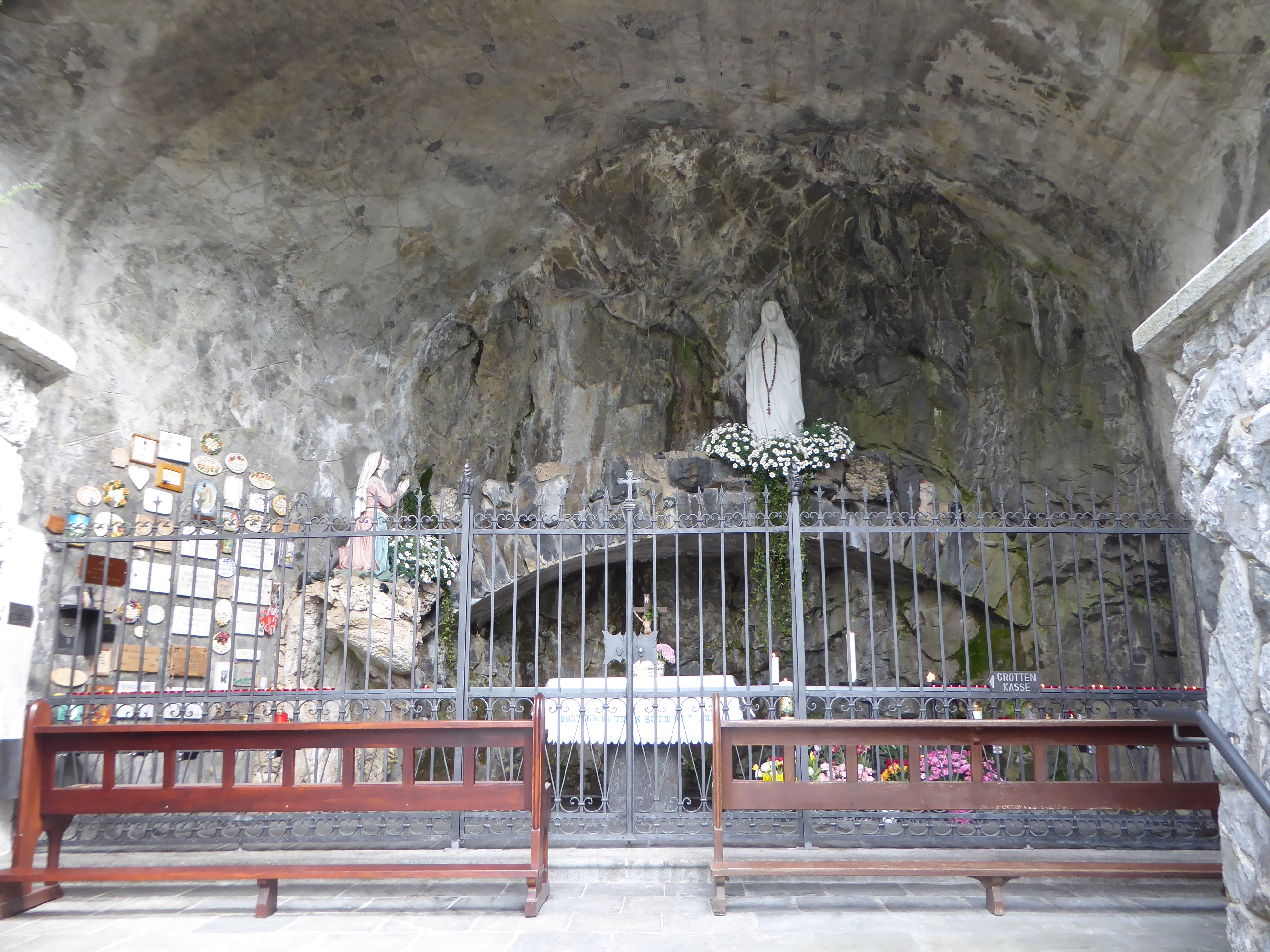
Lourdesgrotte